# Jean II de Soissons
Jean II de Soissons, né après 1204 et mort entre avril 1270 et février 1272 est comte de Soissons de 1235 à sa mort. Il fait partie de l'entourage proche de Louis IX, participe à ses deux croisades et meurt très probablement lors de la seconde.

## Biographie

### Membre de la famille de Nesle
Jean II de Soissons, surnommé le Bègue ou le Bon est le fils de Raoul Ier de Soissons, de la famille de Nesle, et sa seconde femme Yolande. Il est né après 1204, puisque cette année là la première femme de son père, Alix de Dreux, est encore vivante.
Il a un frère, Raoul de Soissons, chevalier. William Mendel Newman indique qu'il ne connaît pas de texte qui donne à Raoul le titre de seigneur de Cœuvres, ni aucune autre seigneurie. Il est trouvère et croisé en 1239, 1248 et 1270,.
Jean II et Raoul ont deux demi-sœurs, nées du premier mariage de leur père avec Alix de Dreux : 
- Gertrude de Nesle-Soissons, morte entre le 26 septembre 1220 et septembre 1222, épouse de Jean comte de Beaumont puis en 1193 de Mathieu II de Montmorency[6] ;
- Aliénor, morte entre mai 1229 et 1234, épouse avant 1199 Mathieu III comte de Beaumont-sur-Oise, demi-frère du premier mari de Gertrude et mort en 1208, puis remariée avec Étienne II de Sancerre[7].

### Seigneur de Chimay

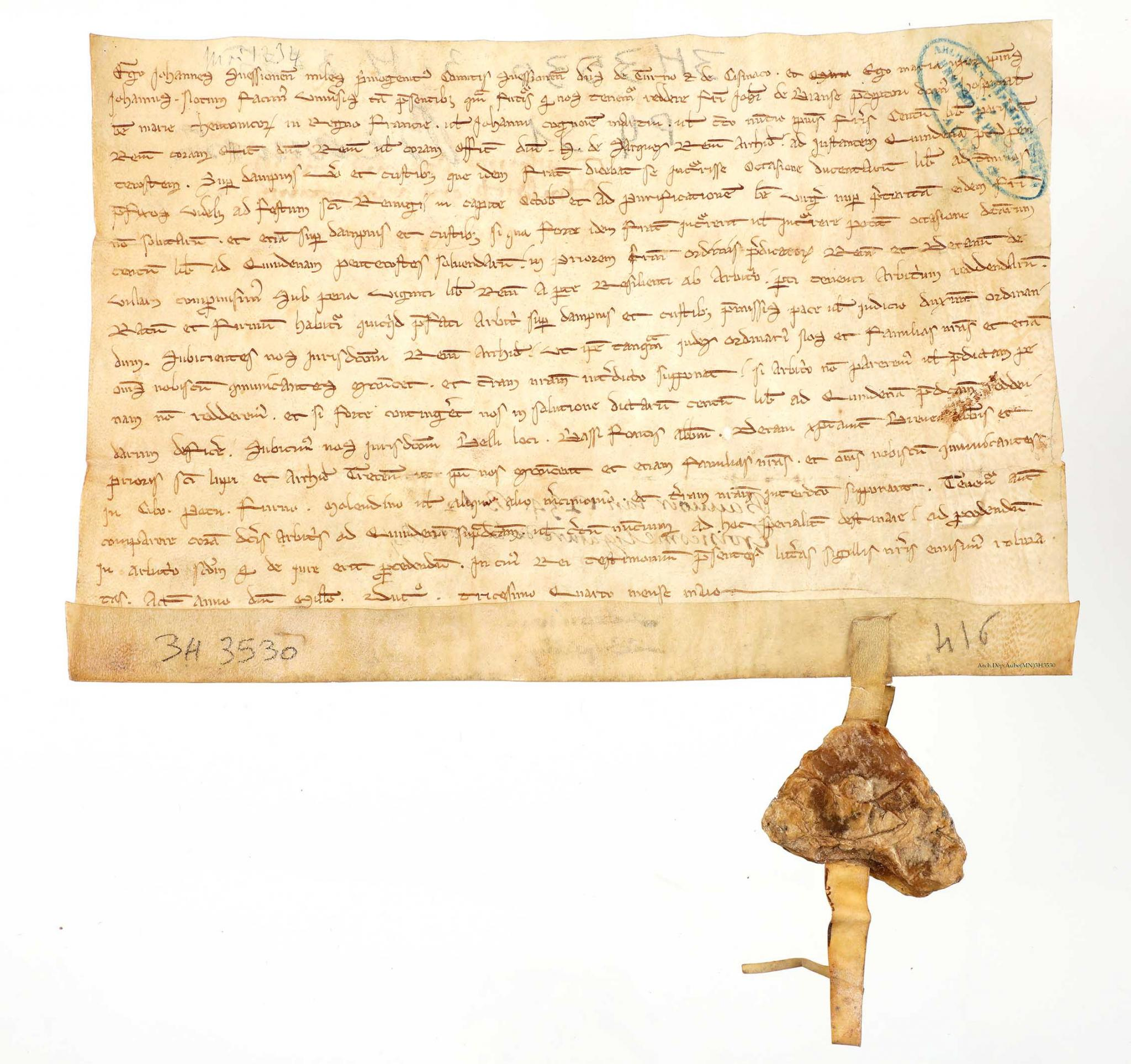
Charte de Jean II de Soissons et Marie de Chimay (1234)

Jean se marie deux fois. Il épouse d'abord Marie, dame du Thour et de Chimay, seigneuries dont elle hérite à la mort de son père Roger en 1226. Sa mère s'appelle Agnès.
Jean est donc seigneur de Chimay à partir de 1226. Jean II et Marie expédient ensemble des chartes. Marie meurt peu avant le 21 mars 1241 et les seigneuries du Thour et de Chimay passent à leur fils Jean III,.

### Comte de Soissons
Jean devient comte de Soissons en janvier 1235, à la mort de son père,. Il fait frapper des deniers qui ressemblent beaucoup à ceux de son père.
Jean de Nesle, comte de Soissons, fait partie de l'entourage proche du roi de France Louis IX, dont il est un des principaux conseillers,,,. Il est notamment présent lors de la fête donnée par Louis IX en 1241 à Saumur en l'honneur de la chevalerie de son frère Alphonse de Poitiers où il est écuyer tranchant,.
Jean II prend la croix avec Louis IX en 1248. Il part à la septième croisade et s'illustre lors de la bataille de Mansourah où il protège l'arrière-garde. Il participe aussi à la prise de Damiette en 1249.
Jean II se remarie, probablement après son retour de croisade en 1253, avec Mathilde ou Mahaut d'Amboise, veuve de Richard II de Beaumont-au-Maine, comtesse de Chartres et dame d'Amboise à partir de la fin de l'année 1248. Elle est la fille  de Sulpice III seigneur d'Amboise et d'Élisabeth de Chartres, comtesse de Chartres. Alors qu'elle ne porte pas le titre de comtesse de Soissons, son mari s'intitule, sur un sceau, comte de Soissons, comte de Chartres et seigneur d'Amboise. Elle meurt le 11 mai 1256 sans postérité.

### Nouvelle croisade et mort
Jean II meurt entre avril 1270, date à laquelle son fils Jean III ne s'intitule que seigneur de Chimay et mentionne son père et février 1272, quand Jean III porte le titre de comte. Jean II fait encore un legs à l'abbaye de Longpont en avril 1270 avant de repartir en croisade,. Il meurt très probablement en Tunisie,.

### Descendance
Jean II et Marie du Thour et de Chimay ont deux fils :
- Jean III de Soissons, comte de Soissons, seigneur du Thour et de Chimay, chevalier en novembre 1263[13],[10] ;
- Raoul, seigneur du Thour, cité en 1270/1271[13].

Jean II a trois filles, sans que leur mère soit précisée :
- Adèle, dame de Thour (légué par sa mère par testament en 1241), épouse de Jean, seigneur d'Audenarde et de Rozoy-sur-Serre (remarié à Mathilde, vidamesse d'Amiens et dame de Picquigny) ; leur fille Marie épouse Geoffroy II seigneur de Péruwelz puis Jean II seigneur de Falvy[14] ;
- Yolande, dame de Couvin (légué par sa mère par testament en 1241) épouse Hugues II seigneur de Rumigny, Florennes et Boves, sans postérité [14] ;
- Aliénor, épouse de Renaud Ier, vicomte de Thouars, sans postérité[15],[14].